# Святополч
Святополч или Новгород Святополч — древнерусский город, основанный князем Святополком Изяславичем в 1095 году на Витичевском холме в 56 верстах от Киева, на правом берегу Днепра. Топоним представляет собой притяжательное прилагательное к имени князя. Согласно Ипатьевской летописи, в Святополч переселились жители города Юрьева на Роси, сожжённого половцами.
Вместо Святополча под «Новгородом Святополковым», до которого дошли монголы в 1223 году после победы на реке Калке, часто ошибочно понимается Новгород-Северский.

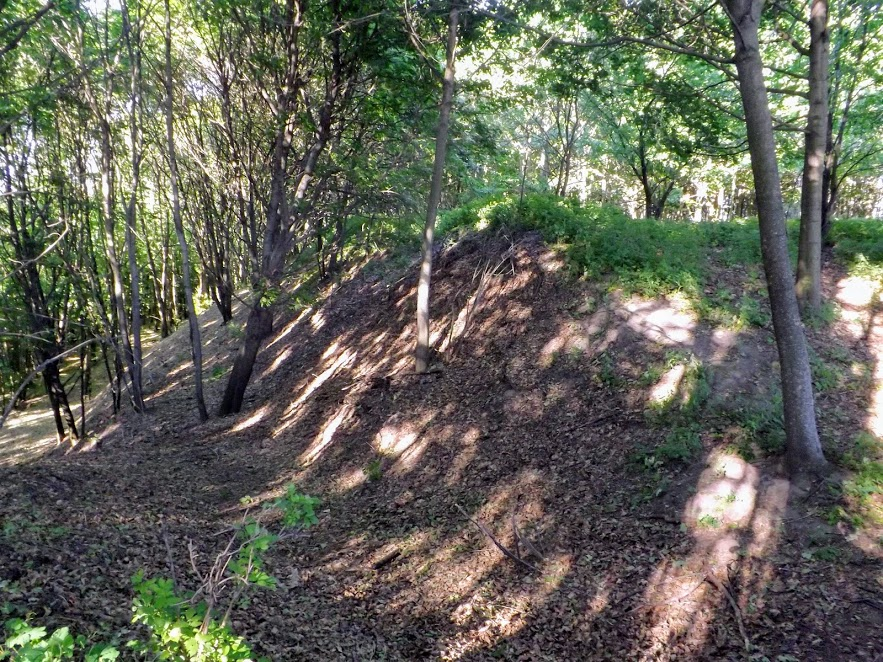
Остатки укреплений Святополча

Святополч отождествляется с южным городищем села Витачов (1,5 от села) Обуховского района Киевской области. Б. А. Рыбаков раскопал посад XII—XIII веков и оборонительные сооружения, среди которых три башни. Укреплённая площадь составляет 0,75 га. На территории городища найдены археологические материалы XII—XIII веков.
По соседству со Святополчем в древнерусскую эпоху находился город Витичев (Уветичи), который отождествляется с северным городищем современного Витачова.